# Baizieux
Pour l’article ayant un titre homophone, voir Baisieux.
Baizieux est une commune française située dans le département de la Somme en région Hauts-de-France.

## Géographie

### Localisation

#### Communes limitrophes
| Vadencourt | Warloy-Baillon | Hénencourt |
| Contay     | Baizieux       | Bresle     |
| Béhencourt | Franvillers    | Heilly     |

### Description

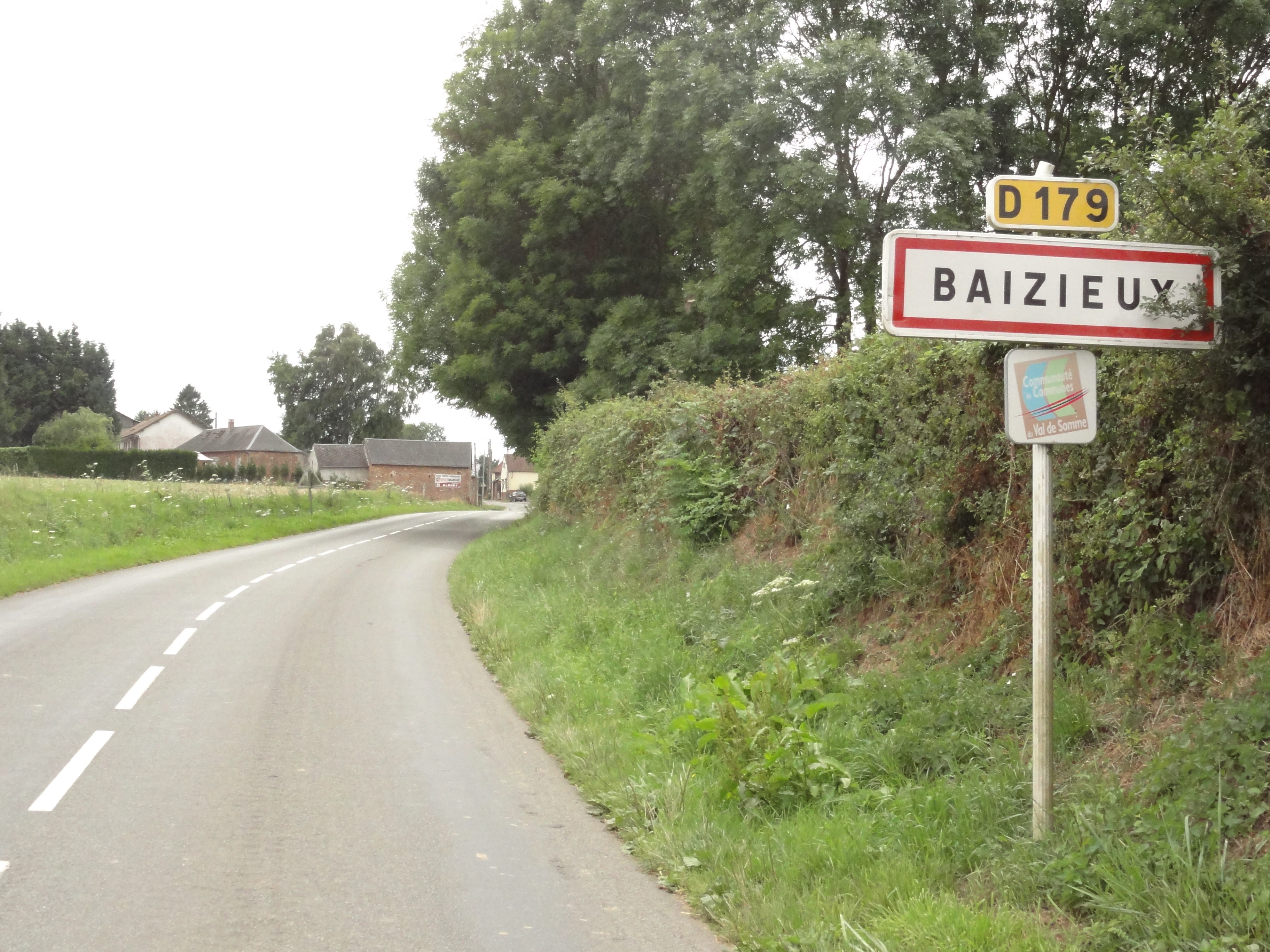

Baizieux est un village rural picard de l'Amiénois situé à une douzaine de kilomètres à l'ouest d'Albert et à environ 25 km au nord-est d'Amiens, Baisieux est accessible par la route départementale 179  et occupe le point culminant du plateau qui sépare les vallées de l'Ancre et de l'Hallue. L'altitude culmine à 110 mètres.
De Baizieux, la vue s'étend jusque Villers-Bretonneux, Contay, Ribemont-sur-Ancre.
En 2019, la localité est desservie par les lignes d'autocars du réseau interurbain Trans'80 Hauts-de-France (ligne no 36).
Baizieux se trouve sur un plateau peu accidenté, dont le sol et le sous-sol sont de formation tertiaire ou quaternaire. À la fin du XIXe siècle, on indiquait que le sol végétal était assez épais surtout au sud et à l'est, et était composé de terres argileuses. Au nord, le sol était plus sablonneux. En certains endroits, à l'est, il est calcaire. Le sous-sol est formé de sable et de terre glaise. Sous la couche de sable, la roche très dure empêche l'infiltration des eaux de pluie.
Aucun cours d'eau ne traverse la commune. La nappe phréatique à la fin du XIXe siècle avait une hauteur de 5 à 6 m et était située entre 8 et 12 m de profondeur.
Le climat de Baizieux est tempéré océanique avec vents dominants d'ouest et de sud-ouest.

### Hydrographie
La commune est située dans le bassin Artois-Picardie. Elle n'est drainée par aucun cours d'eau.

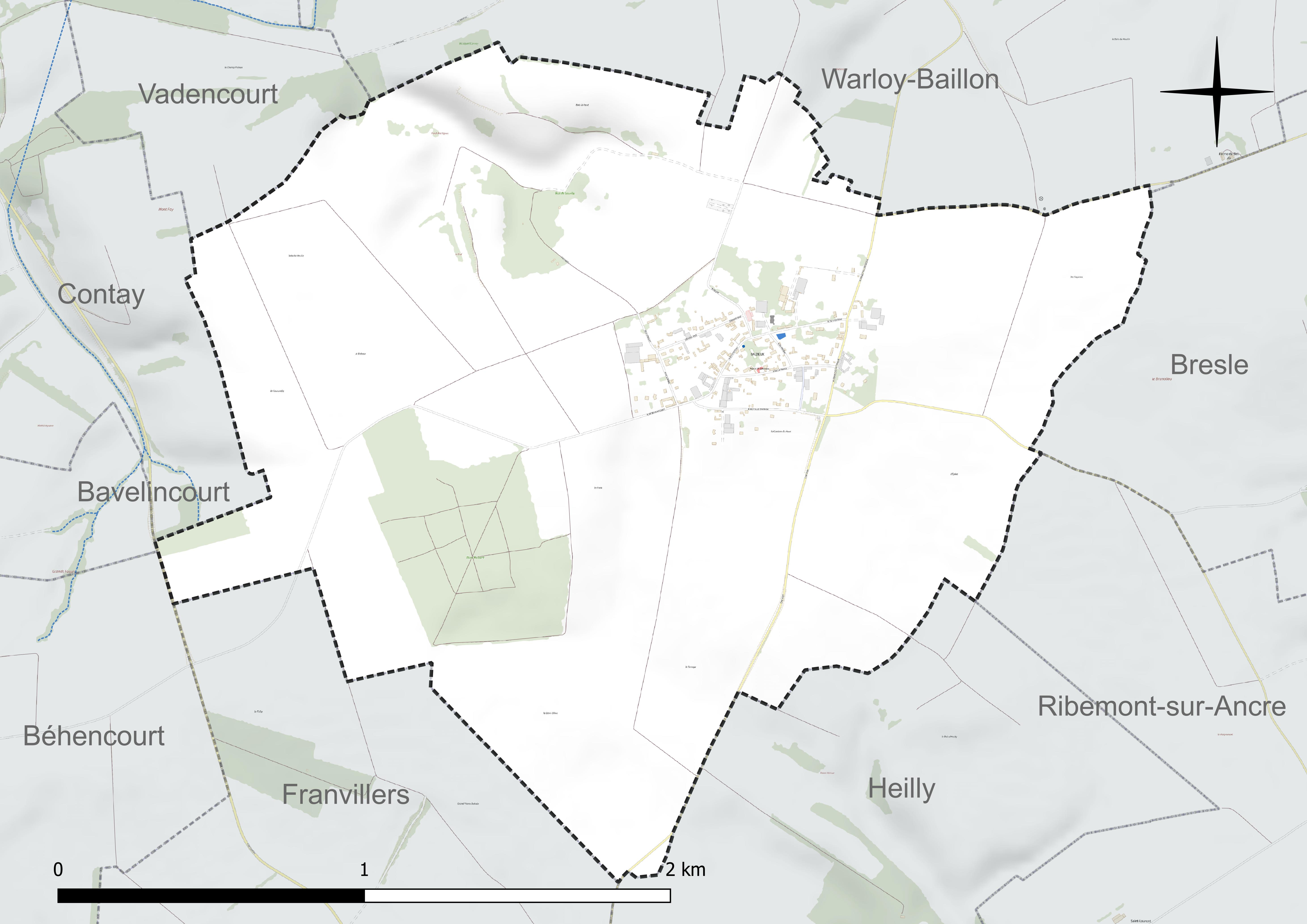
Réseau hydrographique de Baizieux.

### Climat
Pour des articles plus généraux, voir Climat des Hauts-de-France et Climat de la Somme.
En 2010, le climat de la commune est de type climat océanique dégradé des plaines du Centre et du Nord, selon une étude du CNRS s'appuyant sur une série de données couvrant la période 1971-2000. En 2020, Météo-France publie une typologie des climats de la France métropolitaine dans laquelle la commune est exposée à un climat océanique et est dans la région climatique Nord-est du bassin Parisien, caractérisée par un ensoleillement médiocre, une pluviométrie moyenne régulièrement répartie au cours de l'année et un hiver froid (3 °C).
Pour la période 1971-2000, la température annuelle moyenne est de 10,1 °C, avec une amplitude thermique annuelle de 14,1 °C. Le cumul annuel moyen de précipitations est de 813 mm, avec 12,4 jours de précipitations en janvier et 9,1 jours en juillet. Pour la période 1991-2020, la température moyenne annuelle observée sur la station météorologique la plus proche, située sur la commune de Méaulte à 10 km à vol d'oiseau, est de 10,7 °C et le cumul annuel moyen de précipitations est de 730,3 mm,. Pour l'avenir, les paramètres climatiques de la commune estimés pour 2050 selon différents scénarios d'émission de gaz à effet de serre sont consultables sur un site dédié publié par Météo-France en novembre 2022.

## Urbanisme

### Présentation
La commune offre un habitat groupé.

### Typologie
Au 1er janvier 2024, Baizieux est catégorisée commune rurale à habitat dispersé, selon la nouvelle grille communale de densité à sept niveaux définie par l'Insee en 2022.
Elle est située hors unité urbaine. Par ailleurs la commune fait partie de l'aire d'attraction d'Amiens, dont elle est une commune de la couronne,. Cette aire, qui regroupe 369 communes, est catégorisée dans les aires de 200 000 à moins de 700 000 habitants,.

### Occupation des sols
L'occupation des sols de la commune, telle qu'elle ressort de la base de données européenne d'occupation biophysique des sols Corine Land Cover (CLC), est marquée par l'importance des territoires agricoles (86,5 % en 2018), une proportion sensiblement équivalente à celle de 1990 (86,9 %). La répartition détaillée en 2018 est la suivante : 
terres arables (80,2 %), zones urbanisées (6,8 %), forêts (6,7 %), prairies (6,3 %). L'évolution de l'occupation des sols de la commune et de ses infrastructures peut être observée sur les différentes représentations cartographiques du territoire : la carte de Cassini (XVIIIe siècle), la carte d'état-major (1820-1866) et les cartes ou photos aériennes de l'IGN pour la période actuelle (1950 à aujourd'hui).

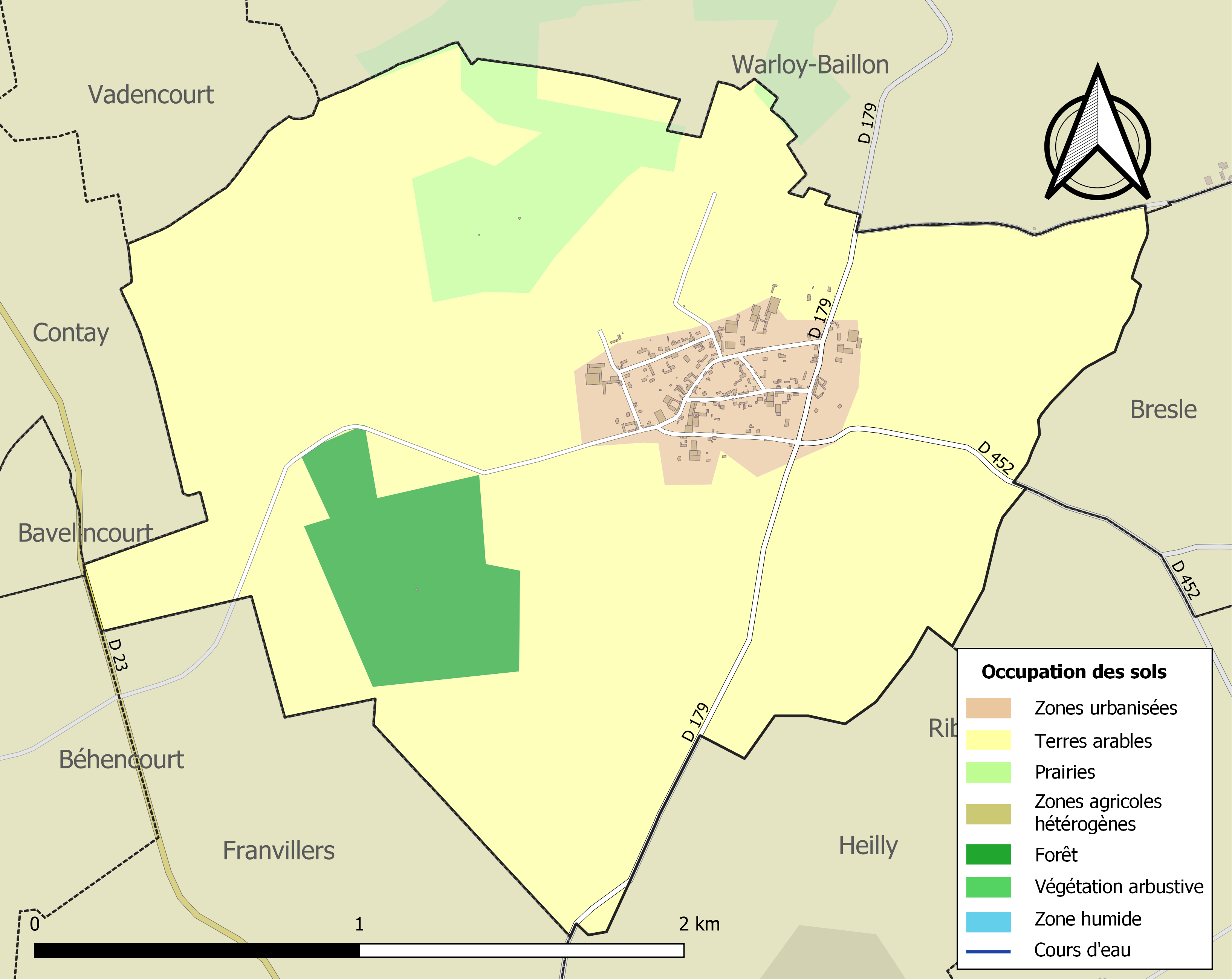
Carte des infrastructures et de l'occupation des sols de la commune en 2018 (CLC).

## Toponymie
On rencontre plusieurs formes pour désigner Baizieux dans les textes anciens : Bacivum au VIe siècle, Béziu vers 1600, Bézieu de 1720 à 1792, puis Bézieux.
Voir Bézu-la-Forêt.

## Histoire

### Préhistoire et antiquité
L'archéologie aérienne a permis d'identifier des traces de  substructions, les unes de date indéterminée et une villa gallo-romaine.

### Moyen Âge
Selon la tradition orale, au Ve siècle sainte Pusinne serait morte à Baizieux. Ses reliques sont transportées au IXe siècle à l'abbaye de Herford en Westphalie.
À l'époque mérovingienne, il y avait à Baizieux, selon les sources du VIe siècle, une villa où, selon la tradition orale, Frédégonde aurait effectué de fréquents séjours.
Baizieux tomba ensuite dans la dépendance de l'abbaye de Corbie.

### Époque moderne
Au XVIe siècle, Baizieux aurait été touché par le protestantisme, et a disposé d'un cimetière protestant.
Sous l'Ancien Régime, jusqu'à la mort de Charles d'Albert de Luynes, Baizieux a fait partie du marquisat d'Ancre.

### Époque contemporaine

#### Révolution française
En 1793, le registre municipal fait état de l'enrôlement des volontaires nationaux pendant la Révolution dont trois capitaines et un commandant d'artillerie nommé Cuvillier, qui, après 1815, devenu demi-solde, exerce la fonction de percepteur.

#### XIXesiècle
L'église du village est reconstruite en 1854-1860.
Lors de la guerre franco-allemande de 1870, à la veille de la bataille de Pont-Noyelles, le régiment de marche des chasseurs à pied français cantonne à Baizieux. L'armée allemande occupe le village en 1871.

#### Première Guerre mondiale

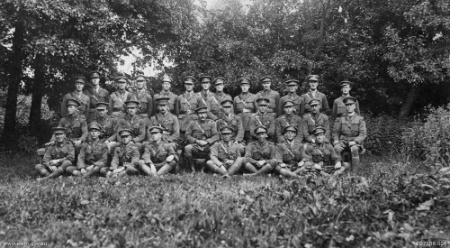
Soldats australiens à Baizieux en 1917.

En 1917, des soldats australiens stationnèrent à Baizieux.
Le 31 mars 1918, des prisonniers allemands sont regroupés à Baizieux.
Le village a été décoré de la Croix de guerre 1914-1918 le 28 octobre 1920.
Il y   avait autrefois  deux  grandes mares  dans  la commune, il en reste une au château.

## Politique et administration

### Rattachements administratifs et électoraux
Rattachements administratifs
La commune se trouve  dans l'arrondissement d'Amiens du département de la Somme.
Elle faisait partie depuis 1801 du canton de Corbie. Dans le cadre du redécoupage cantonal de 2014 en France, cette circonscription administrative territoriale a disparu, et le canton n'est plus qu'une circonscription électorale.
Rattachements électoraux
Pour les élections départementales, la commune fait partie depuis 2014 d'un nouveau  canton de Corbie
Pour l'élection des députés, elle fait partie de la quatrième circonscription de la Somme.

### Intercommunalité
Baizieux est membre de la communauté de communes du Val de Somme, un établissement public de coopération intercommunale (EPCI) à fiscalité propre créé fin 1993 et auquel la commune a transféré un certain nombre de ses compétences, dans les conditions déterminées par le code général des collectivités territoriales.
Cette intercommunalité a porté le nom de  communauté de communes de Corbie et Villers-Bretonneux jusqu'en 2005.

### Liste des maires
| Période                                  | Période                       | Identité            | Étiquette | Qualité                         |
| ---------------------------------------- | ----------------------------- | ------------------- | --------- | ------------------------------- |
| Les données manquantes sont à compléter. |                               |                     |           |                                 |
| mars 2001                                | 2008                          | Didier Boulanger    |           |                                 |
| mars 2008                                | 2014                          | Jacques Crampon     |           |                                 |
| 2014                                     | En cours (au 2 décembre 2020) | Marie-Josée Vaquier |           | Réélue pour le mandat 2020-2026 |

## Population  et société

### Démographie
Les habitants du village sont les Baizeutines et les Baizeutins
L'évolution du nombre d'habitants est connue à travers les recensements de la population effectués dans la commune depuis 1793. Pour les communes de moins de 10 000 habitants, une enquête de recensement portant sur toute la population est réalisée tous les cinq ans, les populations de référence des années intermédiaires étant quant à elles estimées par interpolation ou extrapolation. Pour la commune, le premier recensement exhaustif entrant dans le cadre du nouveau dispositif a été réalisé en 2006.

En 2022, la commune comptait 242 habitants, en évolution de +20,4 % par rapport à 2016 (Somme : −1,26 %, France hors Mayotte : +2,11 %).
| 1793 | 1800 | 1806 | 1821 | 1831 | 1836 | 1841 | 1846 | 1851 |
| ---- | ---- | ---- | ---- | ---- | ---- | ---- | ---- | ---- |
| 644  | 631  | 835  | 803  | 931  | 884  | 917  | 882  | 861  |

| 1856 | 1861 | 1866 | 1872 | 1876 | 1881 | 1886 | 1891 | 1896 |
| ---- | ---- | ---- | ---- | ---- | ---- | ---- | ---- | ---- |
| 793  | 721  | 654  | 595  | 547  | 503  | 450  | 437  | 379  |

| 1901 | 1906 | 1911 | 1921 | 1926 | 1931 | 1936 | 1946 | 1954 |
| ---- | ---- | ---- | ---- | ---- | ---- | ---- | ---- | ---- |
| 369  | 329  | 289  | 205  | 201  | 175  | 182  | 190  | 185  |

| 1962 | 1968 | 1975 | 1982 | 1990 | 1999 | 2006 | 2011 | 2016 |
| ---- | ---- | ---- | ---- | ---- | ---- | ---- | ---- | ---- |
| 162  | 172  | 172  | 155  | 183  | 215  | 227  | 204  | 201  |

| 2021 | 2022 | - | - | - | - | - | - | - |
| ---- | ---- | - | - | - | - | - | - | - |
| 232  | 242  | - | - | - | - | - | - | - |

### Manifestations culturelles et festivités
La fête locale a lieu le 1er dimanche de juillet.

## Économie
Les activités économiques de Baizieux sont essentiellement constituées par l'agriculture.

## Culture locale et patrimoine

### Lieux et monuments
- La mairie-école. Les anciens locaux de l'école ont été réaménagés en salle des fêtes[1].
- Église Saint-Martin de Baizieux : 
Elle fait presque face à la mairie, de l'autre côté de la rue et au bout de la Grande-Place et a été construite en 1854 sur un terrain en partie donné par M. de Baizieux par la municipalité dirigée par M. Degond sur les plans et le cahier des charges de l'architecte aménois Louis Henry Antoine sur décision du conseil municipal, M. Degond étant maire, MM. Caron Alexandre, M. Gallet Jean François chevalier de la Légion d'honneur, de M. Antoine Louis et de M. Minotte étant adjoints au maire et conseillers municipaux.  Le sable est pris sur le terroir de Baizieux, les briques furent fournies par la commune, les cloisons légères sont composées de poteaux en chêne ou sapins entoisés. Certains matériaux provenaient de l'ancienne église en ruine.
Son style est néogothique, selon le désir de l'évêque. La dépense totale fut de 43 910 francs. L'entrepreneur était Charles Darcourt, demeurant à Albert.
L'église est consacrée le 2 juillet 1860 sous le pastorat de l'abbé Picard et détient des reliques de saint Calixte, pape martyr ; de saint Saturnin, évêque martyr et de saint Justin, philosophe chrétien martyr[28],[29].
- Château, construit en brique, au XIXe siècle par l'architecte Paul Delefortrie, pour la marquise de Lameth.
- Monument aux morts

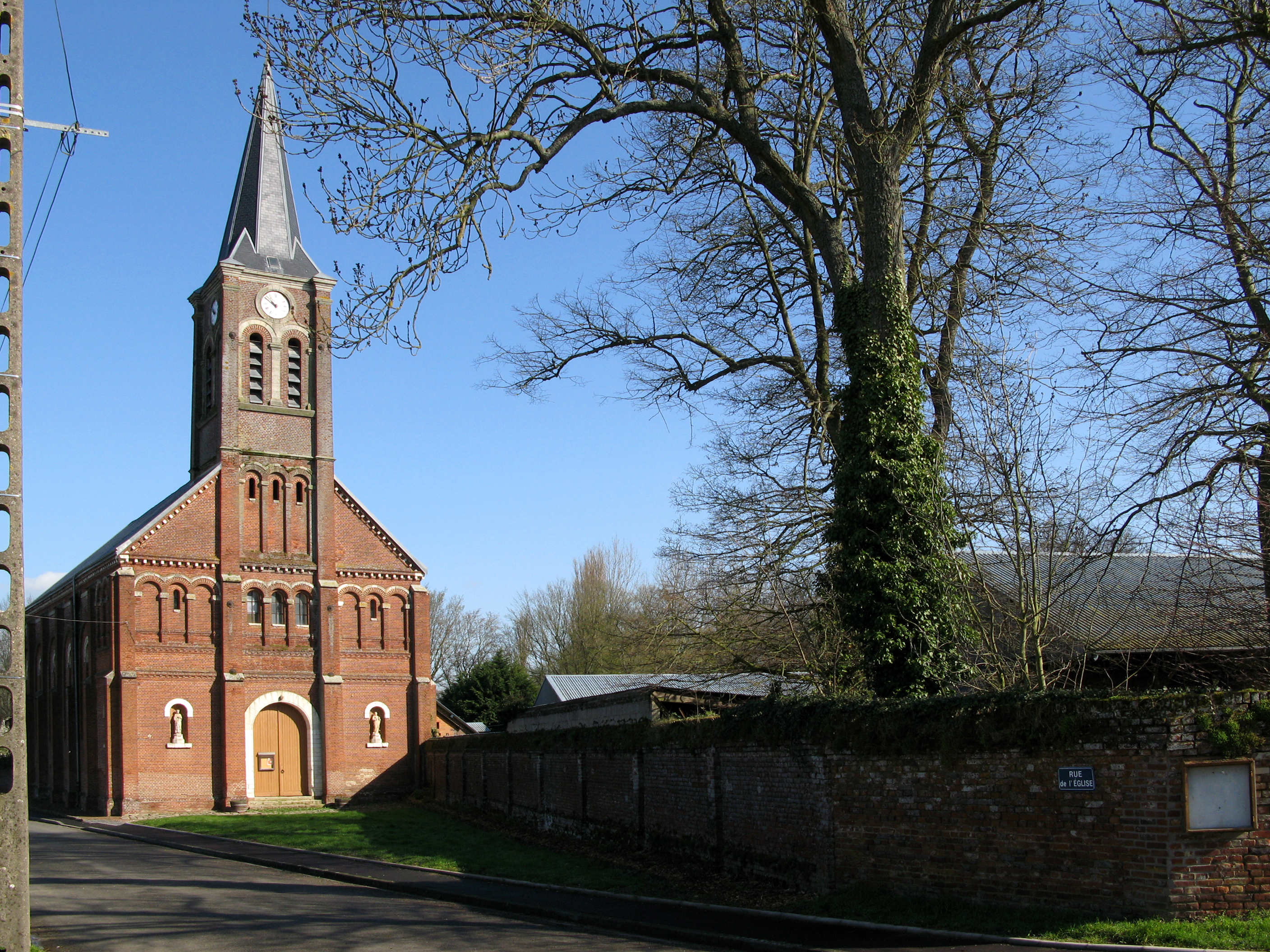
L'église Saint-Martin.
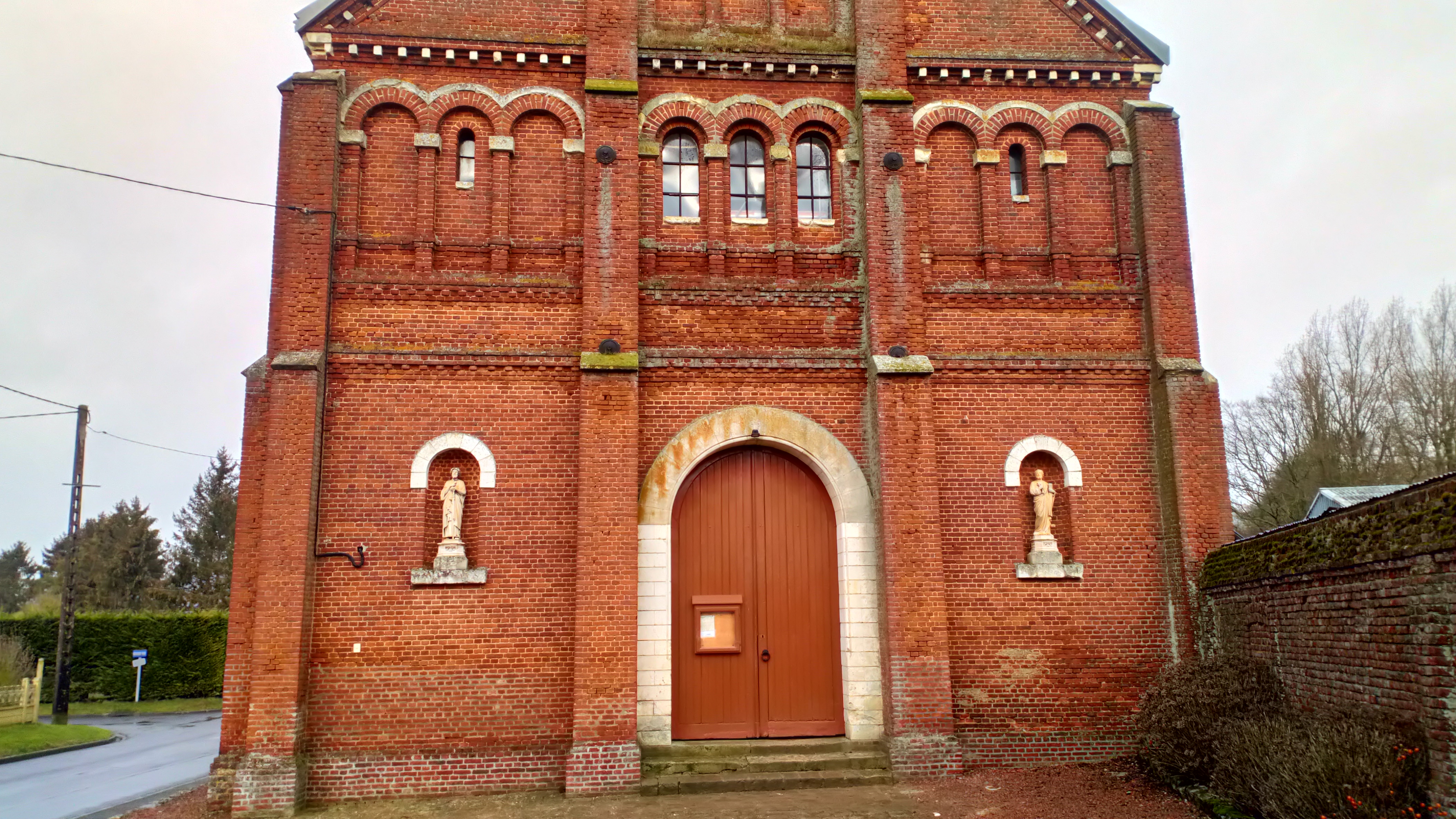
Détail de la façade de l'église
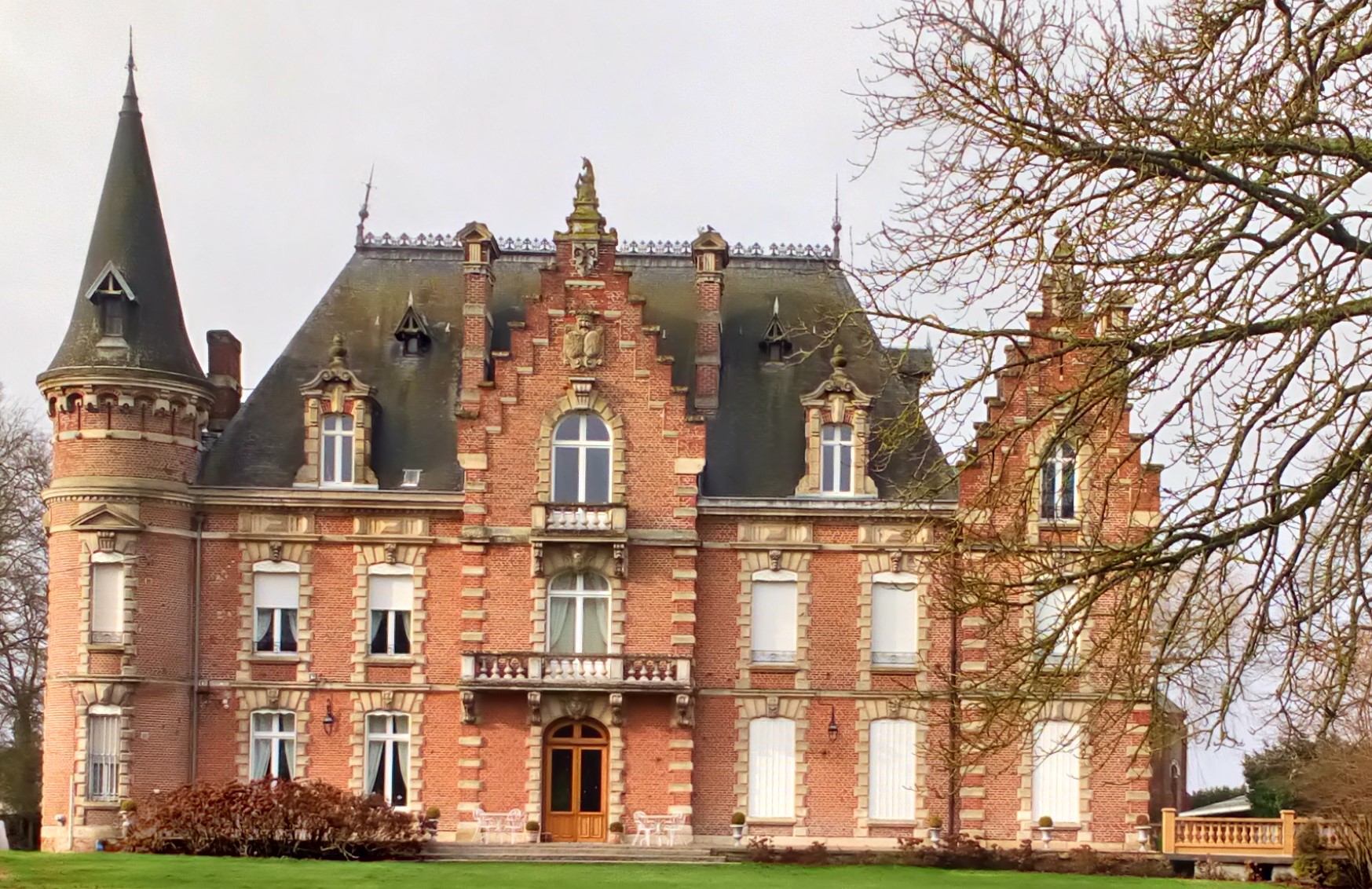
Le château.
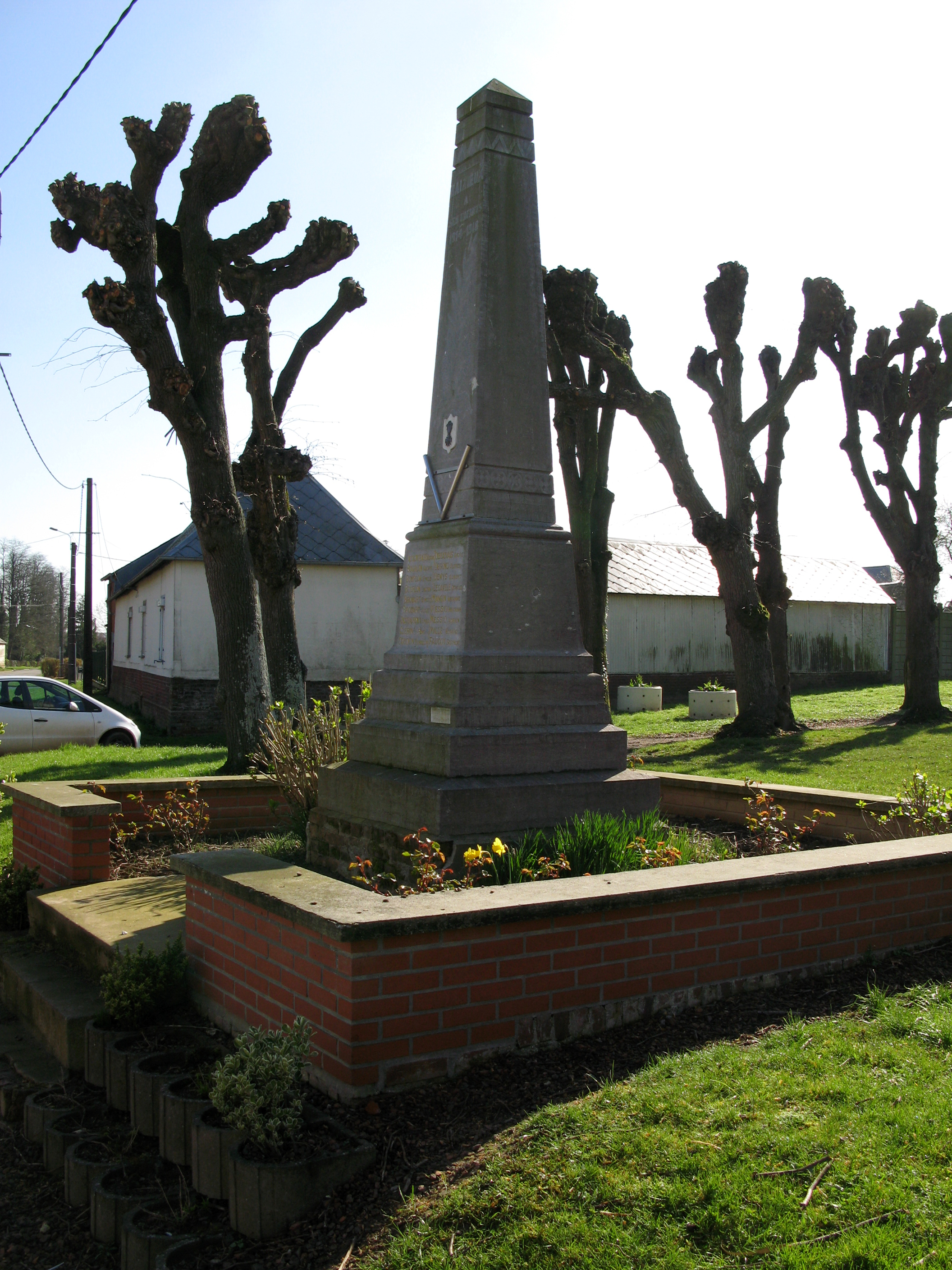
Le monument aux morts.

### Personnalités liées à la commune
- Sainte Pusinne reçoit le voile des mains de saint Alpin, évêque de Châlons-en-Champagne. Elle vit dans la maison paternelle où ses sœurs et elle créent un petit monastère. À la mort de son père, Pusinne quitte sa famille pour se retirer dans un ermitage à Bansion (Baizieux), près de Corbie  où elle mourt[réf. nécessaire]. Au lieu-dit le Bois Robert, une fontaine portant son nom était un lieu de pèlerinage très fréquenté[1].
- Frédégonde, reine de Neustrie, fit de fréquents séjours dans la villa mérovingienne de Baizieux[2]..
- Jean-François Gallet, capitaine d'infanterie sous l'Empire, né le 10 février 1780, chevalier de la Légion d'honneur en 1851 après 13 campagnes[réf. nécessaire].
- Geoffroy Lecavelé, capitaine d'infanterie sous le Premier Empire, né le 6 mai 1775 à Baizieux, chevalier de la Légion d'honneur en 1812[Passage problématique], vingt années de service, décédé le 23 janvier 1840, à Albert (Somme), âgé de 65 ans, époux de Marguerite-Elisabeth Lefevre. (A.D.Somme, Albert, T.D; Base Léonore Légion d'Honneur).
- Nicolas Delannoy, curé-doyen du bourg de Gamaches, né le 13 janvier 1796 à Baizieux, Chevalier de la Légion d'honneur en 1832[30]
- Marie-Hérèse Bled, née à Baizieux le 4 juin 1819, reçut un prix de vertu de l'Académie française en 1889 et, à ce titre, s'est vu décerner une médaille Montyon d'une valeur de cinq cents francs[31].

### Sobriquet
Pour leur ouverture d'esprit et leur tolérance, les habitants de Baizieux ont eu comme Noms jetés des villageois au XIXe siècle Les Tourangeaux de Picardie.

### Baizieux dans les arts
Des scènes du court métrage In utero, réalisé par Yann Tivrier et produit par Bertrand Chanal (La Casquette productions) sont tournées à Baizieux en février 2021.

### Héraldique
| Blason de Baizieux | Blason  | Tiercé en pairle renversé : au 1er d'azur à la tête de cheval coupée d'argent, au 2e d'argent à l'aigle au vol abaissé de gueules, au 3e de sinople à la gerbe de blé d'or,. |
| Blason de Baizieux | Détails | Le cheval pour saint Martin, saint-patron de l'église locale, l'aigle représente la famille de Rune, anciens seigneurs de Baizieux et qui portait pour armes : « d'argent, au sautoir d'azur, cantonné de 4 aiglettes au vol abaissé de gueules » et le 3e l'activité agricole, sur fond vert représentant le bois Robert. Création de Jean-François Binon adoptée par la commune. |

## Pour approfondir